# Raven (группа)
Raven (англ. — «Ворон») — британская хеви-метал-группа, связанная с Новой Волной британского хеви-метала.
Участники группы определяют свой жанр как «атлетический рок».

## История

### Формирование
Группа была сформирована в 1974 году в английском Ньюкасле братьями Джоном и Марком Галлахерами и Полом Боуденом.
Музыка группы основывалась на традиционном британском хард-роке, с элементами прогрессивного рока. Агрессивные живые выступления и взаимодействие на сцене между участниками развили имидж Raven как «живой» или «атлетической группы». Они выступали на сцене в шлемах и защитной экипировке различных видов спорта (хоккей, бейсбол, и т. д.), и включали их в игру на инструментах (например, налокотники и хоккейные маски использовались для игры на ударных тарелках).
Они также открывали концерты для панк-групп the Stranglers и the Motors.

### Первые годы
В конечном счете, группа подписала контракт с Neat Records, легендарным, низкобюджетным металлическим лейблом Севера Англии. Они выпустили Rock Until You Drop в 1981 году, и Wiped Out в 1982 году, достигнув неплохих позиций в английских чартах.
Сразу после английских успехов группа решила выйти на музыкальный рынок США, и подписала контракт со студией из Нью-Джерси Megaforce Records, выпустив в 1983 году следующую пластинку,  All for One , уже в Штатах .
В 1983 г. Raven совершили американский тур экстенсивно работая с группами лейбла Megaforce Records — Metallica и Anthrax, обе из которых станут лидерами в растущем движении трэш-метала.

### Коммерческий успех
Основатель Megaforce Records Джон Зазула полагал, что Raven соответствовал уровню мировых лейблов, и продолжал организовывать их туры, пока большие лейблы не заметили группу. Альбом Live at the Inferno, выпущенный в 1984 году, был продуктом одного из тех туров. После недолгого препирательства о гонорарах Atlantic Records предложил группе международный контракт (год спустя подобные контракты получат Metallica и Anthrax). Группа переехала жить из Ньюкасла в Нью-Йорк.
Альбом Stay Hard был выпущен в 1985 году, но в итоге годы с Atlantic Records оказались не очень звездными для группы. Решительное изменение в сторону более коммерческого, «попсового» направления произошло по воле лейбла, и в итоге многие прежние поклонники группы, отвернулись от «облизанного», легкого звучания услышанного на следующей пластинке The Pack Is Back. Однако, группа сделала запись ещё двух альбомов и одного EP — «Mad» прежде, чем расстаться с Atlantic Records.
После тура для альбома Life's a Bitch, Роб «Уоко» Хантер оставил группу в конце 1987 года, чтобы проводить больше времени с его новой женой и семьей. Позднее он начал карьеру звукооператора, в конечном счете стал работать с джазовыми музыкантами Брэнфордом Марсалисом и Гарри Конником Младшим.

### Более поздние годы
В конце 1987 года в группу пришел американский ударник Джо Хэссельвандер (прежде игравший в Pentagram), и Raven стал снова приобретать имидж и звук классической хеви-метал-группы. В 1988 году вышел их новый альбом Nothing Exceeds Like Excess. Однако вскоре после этого их новый лейбл Combat Records закрылся, и к тому же в США появился и стал чрезвычайно модным стиль грандж. Все это вынудило группу сконцентрироваться на континентальной Европе и Японии, где они сохранили большую часть фанатов.

### Недавние события
Группа делала записи и совершала туры до 2001 года, до момента несчастного случая с Марком Галлахером, когда на него упала стена и он сломал обе ноги. Во время лечения гитариста Raven находился в паузе в течение почти 5 лет, 2001—2006 годы, хотя группа никогда официально не расформировалась. В 2006 году Raven начал совершать туры, играя и новые композиции.

## Участники группы

### Текущие участники
- Джон Галлахер (John Gallagher) — бас-гитара, вокал (с 1974 по наст. время)
- Марк Галлахер (Mark Gallagher) — гитара, бэк-вокал (с 1974 по наст. время)
- Джо Хассельвандер (Joe Hasselvander) — ударные (с 1987 по наст. время)

### Прежние участники
- Пол Боуден (Paul Bowden) — гитара, бэк-вокал (1974—1979)
- Пол Шерриф (Paul Sherrif) — ударные (1975—1976)
- Майк Кентворфи (Mick (Mike) Kenworthy) — ударные (1976—1977)
- Шон Тэйлор (Sean Тэйлор) — ударные (1977—1979)
- Пит Шор (Pete Shore) — гитара, бэк-вокал (1979—1980)
- Роб «Вако» Хантер (Rob «Wacko» Hunter) — ударные (1979—1987)

## Дискография

### Студийные записи
- Rock Until You Drop (1981) — UK #63[2]
- Wiped Out (1982)
- All for One (1983)
- Stay Hard (1985) US #81[3]
- The Pack Is Back (1986) US #121[3]
- Life’s a Bitch (1987)
- Nothing Exceeds Like Excess (1988)
- Architect of Fear (1991)
- Glow (1994)
- Everything Louder (1997)
- One for All (2000)
- Walk Through Fire (2009)
- ExtermiNation (2015)
- Metal City (2020)
- All Hell's Breaking Loose (2023)

### EP
- Crash Bang Wallop (1982)
- Mad (1986)
- Heads Up! (1991)

### Концертные альбомы
- Live at the Inferno (1984)
- Destroy All Monsters/Live in Japan (1996)

### Альбомы-компиляции
- The Devils Carrion (1985)
- Unreleased Tracks (1990)
- Mind Over Metal (1993)
- Raw Tracks (1999)
- All Systems Go!: The Neat Anthology (2002)
- Leave 'Em Bleeding (2022)

## примечания
1. ↑  No Life 'til Metal — CD Gallery — Raven. Дата обращения: 27 марта 2012. Архивировано 27 марта 2012 года.
2. ↑  Roberts, David. British Hit Singles & Albums (англ.). — 19th. — London: Guinness World Records Limited, 2006. — P. 451. — ISBN 1-904994-10-5.
3. 1 2  Raven | AllMusic. Дата обращения: 27 марта 2012. Архивировано 12 декабря 2010 года.